# Cunuria
Cunuria es un género perteneciente a la familia de las euforbiáceas con ocho especies de plantas. 

## Especies
| - Cunuria australis - Cunuria bracteosa - Cunuria casiquiarensis - Cunuria crassipes | - Cunuria glabra - Cunuria gleasoniana - Cunuria spruceana - Cunuria uleana |